# 仙林湖駅
仙林湖駅（せんりんこえき）は、南京市棲霞区広志路と緯地路の交差点にある、南京地下鉄4号線の駅である。2号線とS5号線が乗り入れ、三路線の接続駅となっている予定。

## 歴史
- 2010年5月28日2号線の駅として開業。

## 駅構造

### のりば
| 番線 | 路線             | 方面                                    | 行先          |
| ---- | ---------------- | --------------------------------------- | ------------- |
|      | 南京地下鉄2号線  | 魚嘴・青蓮街・天保街 方面               | 魚嘴 行き     |
|      | 南京地下鉄4号線  | 西崗樺墅・鶏鳴寺・珍珠泉・南京北駅 方面 | 余家営駅 行き |
|      | 南京地下鉄4号線  | 白象・官窯山・歓楽谷 方面               | 華僑城東 行き |
|      | 南京地下鉄S5号線 | 龍潭東・儀徴開発区・朴席 方面           | 揚州西駅 行き |

## 隣の駅
南京地下鉄
■2号線
経天路駅- 仙林湖駅
■4号線
西崗樺墅駅- 仙林湖駅- 白象駅
■S5号線
西崗駅- 仙林湖駅- 棲霞駅